# К Катону
«К Катону» — условное название стихотворения римского поэта Гая Валерия Катулла, включённого в состав посмертного сборника («Книги Катулла Веронского») под номером 56. Автор обращается либо к поэту Валерию Катону, либо к аристократу Марку Порцию Катону (впоследствии Утическому), и предлагает посмеяться вместе с ним над забавным случаем. Катулл, по его словам, застал в момент совокупления «мальчишку» и «девку» и «тут же // Твёрдой палкой своей закончил дело».
Зачин в этом стихотворении — явное подражание Архилоху. Это может быть аргументом в пользу идентификации Катона как Марка Порция, так как последний писал ямбы в духе Архилоха.